# Yoakum County
Yoakum County är ett administrativt område (county) i delstaten Texas, USA. År 2010 hade countyt 7 879 invånare. Den administrativa huvudorten (county seat) är Plains. 
I Yoakum County ligger ett känt fängelse, Yoakum County Jail.

## Geografi
Enligt United States Census Bureau har countyt en total area på 2 072 km². 2 072 av den arean är land och 0 km² är vatten.  

### Angränsande countyn
- Cochran County - norr
- Terry County - öster
- Gaines County - söder
- Lea County, delstaten New Mexico - väster